# Донсков, Семён Иванович
Семён Иванович Донсков (16 февраля 1907 года, станица Ищёрская, Наурский уезд, Терская область, ныне Наурский район, Чечня — 25 декабря 1972 года, Москва) — советский военный деятель, генерал-лейтенант (18 февраля 1958 года).
10-й командующий внутренними войсками МВД СССР.

## Начальная биография
Семён Иванович Донсков родился 16 февраля 1907 года в станице Ищёрская ныне Наурского района Чечни,в семье терских казаков.
Батрачил у местных зажиточных крестьян. После смерти родителей с 1921 года воспитывался в детском доме в Моздоке.
С 1923 года работал секретарём ячейки РКСМ, затем — заведующим библиотекой станицы, а в 1924 году назначен на должность заведующего экономико-правового отдела Наурского РК ВЛКСМ.

## Военная служба

### Довоенное время
В июне 1925 года был призван в ряды РККА и направлен на учёбу в Окружную военно-политическую школу, дислоцированную в городе Ростов-на-Дону (Северокавказский военный округ), после окончания которой в августе 1926 года направлен в Краснодарскую кавалерийскую школу. По окончании кавалерийской школы в сентябре 1928 года направлен в 45-й пограничный отряд, где служил на должностях помощника начальника пограничной заставы и командира учебного взвода. В том же году вступил в ряды ВКП(б).
В это время в Средней Азии борьба с басмачеством вступает в решительную и завершающую фазу. На острие этой борьбы оказывается и находившийся в Туркменской ССР 18-й кавполк. Как сказано в служебном формуляре, “6 ноября 1932 года из состава полка сформирован оперотряд общей численностью 81 сабля при шести ручпулеметах под командой начальника полковой школы товарища Донскова”.
В октябре 1932 года Донсков был назначен на должность помощника начальника полковой школы 10-го кавалерийского полка войск ОГПУ, в декабре того же года — на должность начальника полковой школы 18-го Мервского кавалерийского полка войск ОГПУ, в августе 1933 года — на должность начальника школы младшего начсостава 10-го Ташкентского полка войск ОГПУ, в августе 1934 года — на должность инспектора отдела боевой подготовки Управления пограничных войск Таджикской ССР, в январе 1935 года — на должность помощника по строевой части командира 48-го Таджикского пограничного отряда, а в сентябре 1936 года — на должность помощника по хозяйственной части командира 126-го кавалерийского казачьего полка.
В декабре 1936 года направлен во 2-ю пограничную школу войск НКВД, дислоцированной в Харькове, где служил на должностях командира курсов кавалерийского дивизиона, командира курсов переподготовки комсостава и командира учебного кавалерийского полка.
После окончания трёх курсов Военной академии имени М. В. Фрунзе в декабре 1939 года назначен на должность командира 4-го пограничного полка войск НКВД, который в составе 8-й армии (Северо-Западный фронт) принимал участие в боевых действиях в ходе советско-финской войны.
В апреле 1940 года назначен на должность начальника 102-го пограничного отряда войск НКВД.

### Великая Отечественная война
С началом войны находился на прежней должности.
15 июля 1941 года назначен на должность командира Кексгольмской группы войск 23-й армии (Северный фронт), 22 августа 1941 года — на должность командира формируемой 1-й стрелковой дивизии войск НКВД по охране тыла РККА, которая уже на восьмые сутки формирования, 1 сентября 1941 года, была брошена в бой для ликвидации немецкого прорыва у станции Мга в ходе Ленинградской оборонительной операции. Затем в сентябре дивизия держала фронт у Шлиссельбурга, отбив несколько попыток немцев форсировать Неву и пробиться навстречу финским войскам, часть сил дивизии участвовала в сражениях на «Невском пятачке».
С 8 декабря — на должности командира 268-й стрелковой дивизии, которая вела оборонительные боевые действия на правом берегу реки Нарва. За эти бои Донсков награждён орденом Красного Знамени.
23 ноября 1942 года назначен на должность командира 106-й стрелковой дивизии.
В июне 1943 году направлен на учёбу на ускоренный курс при Высшей военной академии имени К. Е. Ворошилова, после окончания которого в январе 1944 года назначен на должность заместителя командира 120-го стрелкового корпуса, который вскоре принимал участие в боевых действиях в ходе Львовско-Сандомирской наступательной операции и освобождении городов Владимир-Волынский и Устилуг. С сентября того же года Донсков находился в госпитале и после выздоровления в феврале 1945 года назначен на должность командира 120-го стрелкового корпуса, который вскоре принял участие в боевых действиях в ходе Берлинской и Пражской наступательных операций, а также в освобождении городов Котбус и Люббен. За успешное выполнение заданий командования в этих операциях корпус награждён орденом Суворова 2 степени, а генерал-майор Донсков — орденом Красного Знамени.

### Послевоенная карьера

Могила Донскова на Введенском кладбище Москвы.

После окончания войны находился на прежней должности.
В августе 1945 года назначен на должность старшего преподавателя кафедры пехоты Военной академии имени М. В. Фрунзе, в ноябре того же года — на должность старшего преподавателя кафедры оперативного искусства этой же академии, а 28 ноября 1946 года — на должность начальника кафедры оперативно-тактической подготовки Военного института МГБ СССР, а весной 1952 года — на должность 1-го заместителя начальника Главного управления внутренней охраны МГБ СССР.
В марте 1953 года Донсков назначен на должность начальника Управления внутренних войск МВД СССР в ГДР, 19 января 1955 года — на должность заместителя начальника Главного управления пограничных войск МВД СССР, а 12 июня 1956 года назначен на должность 1-го заместителя начальника Главного управления пограничных и внутренних войск МВД СССР, после чего принимал участие в ходе подавления восстания 1956 года в Венгрии.
22 мая 1957 года назначен на должность начальника Главного управления конвойных и внутренних войск МВД СССР, в мае 1960 года — на должность начальника Московского областного военного комиссариата, а в апреле 1963 года — на должность начальника Штаба Гражданской обороны СССР по организационно-мобилизационным вопросам.
Генерал-лейтенант Семён Иванович Донсков в мае 1966 года вышел в отставку. Умер 25 декабря 1972 года в Москве. Похоронен на Введенском кладбище (29 уч.).

## Награды
- Орден Ленина;
- Четыре Ордена Красного Знамени;
- Орден Суворова 2 степени;
- Орден Богдана Хмельницкого 2 степени;
- Орден Отечественной войны 1 степени;
- Орден Красной Звезды;
- Нагрудный знак «Заслуженный работник НКВД»;
- Медали.

## Память
Названа улица в г. Москве (в поселении Новофедоровское).